# Jared Jeffries
Jared Scott Carter Jeffries (Bloomington, Indiana, 25 de noviembre de 1981) es un exjugador de baloncesto estadounidense que disputó 11 temporadas en la NBA. Con 2,11 metros de estatura, jugaba en la posición de ala-pívot.

## Trayectoria deportiva

### High School
Jeffries asistió al Bloomington High School North, avanzando a las finales del Indiana High School Athletic Association en 2000, perdiendo con Marion High School, liderado por Zach Randolph, posteriormente jugador de Portland Trail Blazers de la NBA. En sus dos últimos años en el instituto fue compañero de Sean May, futuro ala-pívot de la Universidad de North Carolina y Charlotte Bobcats.

### Universidad
Jugó al baloncesto universitario en la Universidad de Indiana, donde jugó dos años antes de declararse elegible para el Draft de la NBA. En 2002, llegó a la final de la NCAA que perdieron ante Maryland Terrapins. Ese año fue nombrado mejor jugador de la Big Ten Conference.

### Profesional
Jeffries fue seleccionado en la 11.ª posición del Draft de la NBA de 2002 por Washington Wizards, jugando solamente 20 partidos en su primera campaña en la liga y promediando 4 puntos y 2.9 rebotes por encuentro. Pasó 4 años en Washington antes de firmar el 8 de agosto de 2006 con New York Knicks. Antes de comenzar la temporada 2006-07, Jeffries sufrió una lesión de muñeca y se tuvo que perder 23 partidos de la temporada.
El 16 de diciembre de 2006 estuvo envuelto en la pelea entre jugadores de Denver Nuggets y Knicks, siendo posteriormente suspendido por la liga con cuatro partidos. Finalizó la campaña promediando 4.1 puntos y 4.3 rebotes por noche.
El 18 de febrero de 2010 fue traspasado a Houston Rockets en el traspaso a tres bandas que envió a Tracy McGrady a New York Knicks.
El 15 de julio de 2012 fue traspasado junto con Dan Gadzuric, los derechos de Georgios Printezis y Kostas Papanikolaou y una elección de segunda ronda del draft de 2016 a los Portland Trail Blazers a cambio de Raymond Felton y Kurt Thomas,.

## Estadísticas

### Temporada regular
| Año     | Equipo     | PJ  | PT  | MPP  | %TC  | %3P  | %TL  | RPP | APP | ROB | TPP | PPP |
| ------- | ---------- | --- | --- | ---- | ---- | ---- | ---- | --- | --- | --- | --- | --- |
| 2002–03 | Washington | 20  | 1   | 14.6 | .476 | .500 | .552 | 2.9 | .8  | .4  | .2  | 4.0 |
| 2003–04 | Washington | 82  | 38  | 23.3 | .377 | .167 | .614 | 5.2 | 1.1 | .6  | .3  | 5.7 |
| 2004–05 | Washington | 77  | 71  | 26.1 | .468 | .314 | .584 | 4.9 | 2.0 | .9  | .4  | 6.8 |
| 2005–06 | Washington | 77  | 77  | 25.3 | .451 | .320 | .589 | 4.9 | 1.9 | .8  | .6  | 6.4 |
| 2006–07 | New York   | 55  | 43  | 23.8 | .461 | .100 | .456 | 4.3 | 1.2 | .8  | .6  | 4.1 |
| 2007–08 | New York   | 73  | 19  | 18.2 | .400 | .160 | .527 | 3.3 | .9  | .5  | .3  | 3.7 |
| 2008–09 | New York   | 56  | 36  | 23.4 | .440 | .083 | .611 | 4.1 | 1.4 | .8  | .6  | 5.3 |
| 2009–10 | New York   | 52  | 37  | 28.1 | .443 | .323 | .645 | 4.3 | 1.6 | 1.0 | 1.1 | 5.5 |
| 2009–10 | Houston    | 18  | 0   | 18.4 | .429 | .111 | .556 | 3.6 | 1.0 | .5  | .7  | 4.9 |
| 2010–11 | Houston    | 18  | 0   | 7.7  | .306 | .167 | .400 | 1.9 | .6  | .4  | .2  | 1.5 |
| 2010–11 | New York   | 24  | 9   | 19.3 | .380 | .333 | .421 | 3.4 | 1.0 | 1.0 | .6  | 2.0 |
| 2011-12 | New York   | 39  | 4   | 18.7 | .410 | .188 | .681 | 3.9 | .7  | .7  | .6  | 4.4 |
| 2012-13 | Portland   | 38  | 0   | 9.2  | .296 | .000 | .522 | 1.6 | .4  | .2  | .2  | 1.2 |
| Total   |            | 629 | 335 | 21.6 | .426 | .250 | .583 | 4.1 | 1.3 | .7  | .5  | 4.8 |

### Playoffs
| Año   | Equipo     | PJ | PT | MPP  | %TC  | %3P  | %TL  | RPP | APP | ROB | TPP | PPP |
| ----- | ---------- | -- | -- | ---- | ---- | ---- | ---- | --- | --- | --- | --- | --- |
| 2005  | Washington | 10 | 10 | 24.7 | .490 | .500 | .765 | 4.1 | 1.8 | .9  | .9  | 6.4 |
| 2006  | Washington | 6  | 6  | 35.8 | .395 | .143 | .765 | 6.2 | 1.5 | .2  | 1.2 | 8.0 |
| 2011  | New York   | 4  | 0  | 21.3 | .478 | .000 | .750 | 5.0 | .3  | .8  | 1.8 | 6.3 |
| 2012  | New York   | 5  | 0  | 6.8  | .167 | .000 | .000 | 2.4 | .0  | .2  | .0  | .4  |
| Total |            | 25 | 16 | 23.2 | .438 | .308 | .763 | 4.4 | 1.1 | .6  | .9  | 5.6 |